# Saint-Didier (Jura)
Saint-Didier település Franciaországban, Jura megyében. Lakosainak száma 277 fő (2022. január 1.). Saint-Didier Ruffey-sur-Seille, L’Étoile és Montmorot községekkel határos.

## Népesség
A település népessége az elmúlt években az alábbi módon változott:
| Lakosok száma | 116  | 204  | 204  | 304  | 298  | 282  | 269  | 260  | 266  | 277  |
|               | 1968 | 1982 | 1990 | 2006 | 2013 | 2015 | 2017 | 2019 | 2020 | 2022 |